# 鬼頭明
鬼頭明（きとう あきら、1974年9月10日 -）は、日本の卓球選手。愛知県出身。日本人卓球選手としては松下浩二に次ぐレジスタードプロ第2号として、ドイツのプロリーグに参戦した。ダブルスの名手として、数々の大会で入賞している。

## 略歴
小学3年の頃、両親の影響で卓球を始める。ただ、当時は野球もやっており、投手として少年野球のチームで活躍していた。その後、卓球を続ける道を選択した。
愛知工業大学名電高等学校、愛知工業大学に進学後、同級生の今枝一郎、安藤正勝と共に活躍し、1991年のインターハイでは団体での優勝に貢献した。
大学を卒業するとともに、レジスタードプロ宣言して、松下浩二に次ぐプロ卓球選手第2号として、ドイツのブンデスリーガに参戦。1997年8月から1998年4月まで3部のフリッケンハオゼンⅡでプレー。翌シーズンからは2部北リーグのオーバーハオゼンでプレーをした。
日本に帰国後、健勝苑に入社。日本卓球リーグやSCスーパーサーキットで活躍する。2002年のITTFプロツアージャパンオープンで田崎俊雄と組んだ男子ダブルスでティモ・ボル組を破り、優勝する。その勢いで、その年のグランドファイナルでも決勝まで進むが、孔令輝・馬琳組に敗れて準優勝に終わる。その後、アテネオリンピック男子ダブルスで田崎俊雄とともに出場し、ベスト16まで勝ち上がった。
世界卓球選手権にも1997年のマンチェスター大会、2003年のパリ大会に出場している。
2004年に東京アートに移籍。日本卓球リーグで大森隆弘とのダブルスで活躍した。2007年の全日本卓球選手権の出場を最後に引退した。2007年4月より母校である愛知工業大学に勤務し、同大学卓球部の指導にあたっている。
2021年度、男子ナショナルチームのコーチを務める。

## 主な戦績
1995年
- 全日本卓球選手権大会 混合ダブルス 優勝（西飯由香ペア）

1996年
- 全日本卓球選手権大会 混合ダブルス 優勝（西飯由香ペア）（二連覇）

2000年
- 平成12年度全日本卓球選手権大会 男子ダブルス 優勝（野平直孝ペア）

2002年
- ITTFプロツアー ジャパンオープン 男子ダブルス優勝（田崎俊雄ペア）
- ITTFプロツアー グランドファイナル 男子ダブルス準優勝（田崎俊雄ペア）

2003年
- アジア卓球選手権 混合ダブルス 準優勝

2004年
- 平成15年度全日本卓球選手権大会 男子ダブルス 優勝（田崎俊雄ペア）